# Pozga
Pozga [pronunciación en polaco: /ˈpɔzɡa/] es una aldea en el distrito administrativo de Gmina Bieżuń, dentro del condado de Żuromin, Voivodato de Mazovia, en el centro-este de Polonia. Se encuentra a unos 7 kilómetros sureste de Bieżuń, 19 kilómetros al sur de Żuromin, y 105 kilómetros al noroeste de Varsovia.